# كيوبيد
كيوبيد (بالإنجليزية: Cupid)‏، (باللاتينية: Cupīdō ويعني "الرغبة") أو رسول الغرام في الأساطير الرومانية هو الإله أو الرب الروماني للحُبِّ. وهو ابن الإلهة (أفروديت) فينوس، إلهَةِ الحب والجمال عند الرومان، أنجبته من ميركوري أو مارس إله الحرب والزراعة. يُمثَّل كيوبيد في الآثار الفنيَّة غالبًا على شكل صبي صغير بجناحين وعينين معصوبتين، ويحمل قوسًا ونشابًا. ويصور أيضًا بهيئة شابٍ مع عشيقته وحبيبته سايكي، رفقة فينوس أو مع مجموعة من الأطفال المجنحين. ويقال لهم الأموريتي أو الأموريني. رُويت قصة عشقه لحبيبته سايكي من قبل الكاتب أبوليوس.

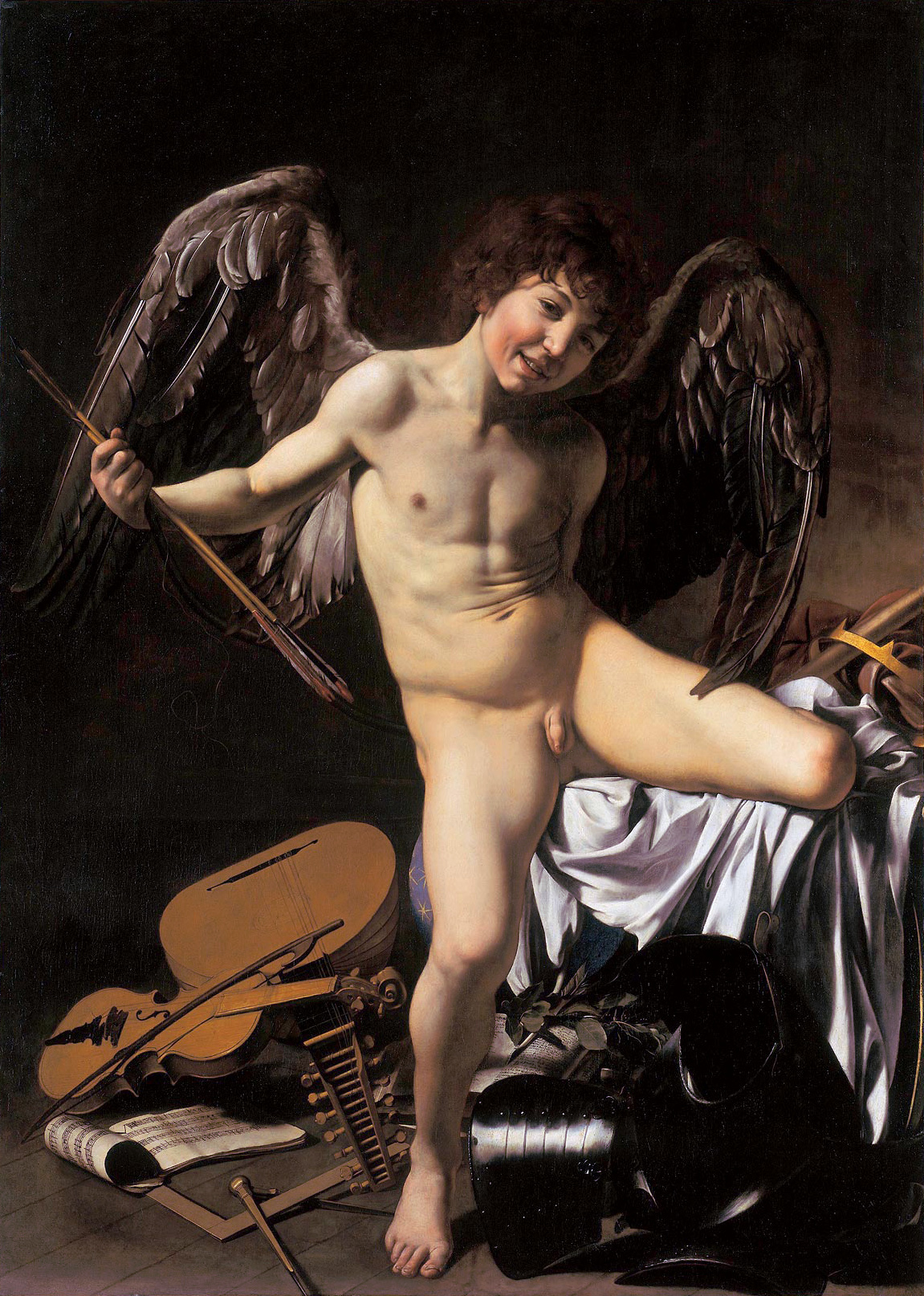
الحُبُّ المُنتَصِر لوحة زيتية بريشة الرسام الباروكي كارافاجيو رسمها بين عامي 1601-1602. يصور العمل كيوبيد، أللوحة الآن ضمن مجموعة جيمالد جاليري، برلين.

كان لسهامه تأثير سحري على الشخص؛ إذ إنها بمجرد أن تُصيب قلب أحد ما سيقع من فوره في حب قوي لا خلاص منه. كما ويُصور في الأساطير القديمة على أنَّه فتی عابثًا يسدد سهام الحب إلى صدور الشباب والعذارى فيوقعهم بالحب الشديد. وهو يقابل الرب اليوناني إیروس إله الحب والرغبة الجنسية. وتقول بعض الروايات إنه ولد من بيضة فضية.
استمر كيوبيد في كونه شخصية مشهورة في العصور الوسطى، وعندما كان تحت التأثير المسيحي غالبًا ما كان يتمتع بطبيعة مزدوجة مثل الحب السماوي والأرضي. وفي عصر النهضة، منحه الاهتمام المتجدد بالفلسفة الكلاسيكية معاني تمثيلية معقدة. وفي الثقافة الشعبية المعاصرة، يظهر كيوبيد وهو يسحب قوسه لإلهام الحب الرومانسي، وغالبًا كرمز لعيد الحب.

## تأثيل
اسم كيوبيدو (رغبة عاطفية) مشتق من الكلمة اللاتينية كوبيتش، كوبير تعني (الرغبة)، وهي بدورها قادمة من اللغة البروتو-إيطاليقية كوبي وتعني (ليرغب)، وفي النهاية من اللغة الهندية الأوروبية البدائية كوبيا وتعني (يرتعش، يرغب).

## كيوبيد وبسايكي
اشتهر بسلاحه القوس وأن أي إنسان يصيبه سهم كيوبيد يقع في الحب بشكل جنوني. وقد أصيب كيوبيد في أحد الأيام بسهمه فجرحه وأوقعه في غرام امرأة تدعى بسايكي Psyche. أحب كيوبيد بسايكي الفتاة الجميلة حبا شديد ولكنه لم يكن يريد أن تعلم هي بحبه لها بسبب خوفه من غضب أمه فأمر والدها أن يذهب بها إلى جزيرة مرعبة بعيدة وأنها هناك ستتزوج وهنا قال لها أنها ستتزوج شخص لن يظهر لها إلا في المساء وأنها لن ترى منه غير طيفه وحذرها من محاولة رؤية زوجها ولكن فضولها دفعها لمعرفة من هذا الذي تزوجته وفي يوم من الأيام أشعلت الضوء عليه وهو نائم واكتشفت أنه كيوبيد فازداد حبها له وعندما علمت فينوس بذلك أمرت كيوبيد بالابتعاد عنها وبالفعل تم ذلك وقامت بسايكي بعدة محاولات ومغامرات لرؤية كيوبيد مـرة أخرى وفي نهاية المطاف وافقت فينوس على زواجهم وعاد لها كيوبيد وفي روايه أخرى ان فينوس وضعت لعنه تجعل بسايكى تنام ولا تفيق الا بعد أن يقبلها كيوبيد واتى وعانقها وقبلها.

## السمات والثيمات

### كيوبيد والدلافين

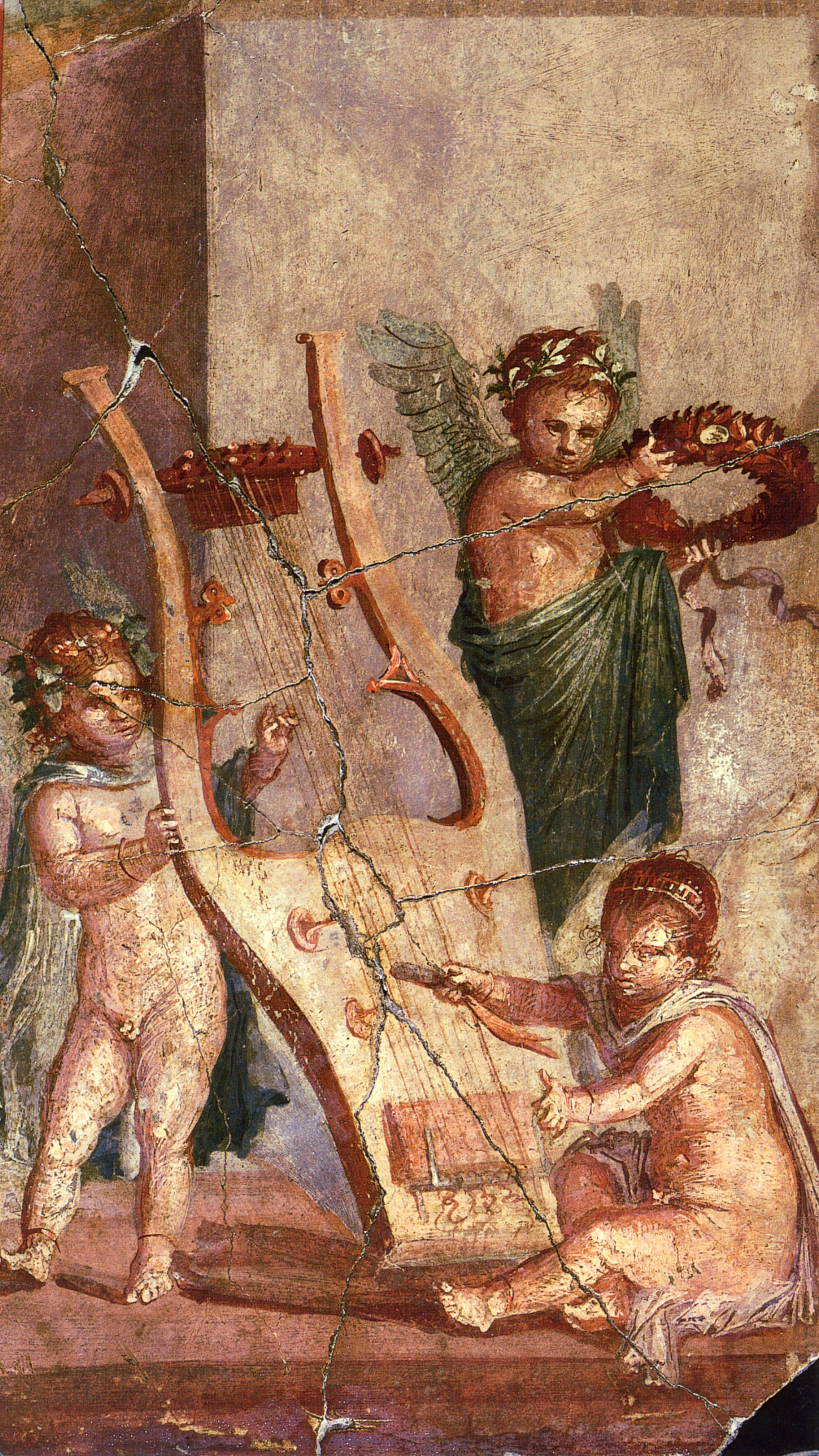
كيوبيد يلعب بالقيثارة، لوحة جدارية رومانية من هيركولانيوم

في كل من الفن القديم واللاحق، غالبًا ما يظهر كيوبيد وهو يركب الدلفين. أما ظهوره على التوابيت الرومانية القديمة، قد تمثل هذه الصورة رحلة الروح، التي ارتبطت في الأصل بأسرار ديونيسيوس. تظهر فسيفساء من أواخر فترة بريطانيا الرومانية موكبًا يخرج من فم إله البحر نيبتون، أولًا الدلافين ثم الطيور البحرية، وصولًا إلى كيوبيد أخيرًا. أحد التفسيرات لهذا الرمز هو أن نيبتون يمثل أصل الروح الذي ابتدعت منه الحياة. في سياقات أخرى، يتكرر ظهور كيوبيد مع دولفين كعنصر مرح، وفي تمثال حديقة في بومبي يظهر دلفينًا ينقذ كيوبيد من أخطبوط، أو كيوبيد يحمل دلفينًا. وتصور نافورة من العصر الحديث في قصر فيكيو، فلورنسا، إيطاليا، كيوبيد وهو على ما يبدو يخنق دلفينًا.
غالبًا ما كانت تُصوَّر الدلافين في العصور القديمة على أنها صديقة للبشر، ويمكن أن يمثل الدلفين نفسه المودة. يسجل بلينيوس الأكبر قصة دلفين في بوتسوولي يحمل صبيًا على ظهره عبر بحيرة للذهاب إلى المدرسة كل يوم؛ وعندما مات الولد، حزن الدلفين حتى الموت.

### شيطان الزنى
فسر مؤلفو الأساطير في العصور الوسطى أسطورة كيوبيد بشكل أخلاقي لتتكيف مع البيئة المسيحية. فمن وجهة النظر هذه، قد يُنظر إلى كيوبيد على أنه يمثل «شيطان الزنى». وقد أعاد ثيودولف أوف أورليانز، الذي كتب في عهد شارلمان، تفسير كيوبيد كشخصية جذابة لكنها خبيثة تستغل الرغبة في جذب الناس إلى عالم سفلي مجازي للرذيلة. بالنسبة لثيودولف، جعبة كيوبيد ترمز إلى عقله الفاسد، وقوسه إلى الخداع، وسهامه إلى السم، وشعلته للعاطفة المُهلكة. وكان من اللائق تصويره عارياً حتى لا يخفى خداعه وشره.